# قلعه سرپری
قلعه سرپری مربوط به دوره قاجار -اوایل دوره پهلوی است و در شهرستان کهگیلویه، روستای سرپری واقع شده است. این قلعه به دستور کی منصور همایونفر ساخته شده بود. و این اثر در تاریخ ۷ مهر ۱۳۸۱ با شمارهٔ ثبت ۶۲۹۶ به‌عنوان یکی از آثار ملی ایران به ثبت رسیده است.